# Lentaria
 (juin 2025).
Si vous disposez d'ouvrages ou d'articles de référence ou si vous connaissez des sites web de qualité traitant du thème abordé ici, merci de compléter l'article en donnant les références utiles à sa vérifiabilité et en les liant à la section « Notes et références ».
Genre
Lentaria est un genre de champignons agaricomycètes de la famille des Lentariaceae.

## Liste d'espèces
- Lentaria afflata (Lagger) Corner, (1950)
- Lentaria boletosporioides R.H.Petersen, (2000)
- Lentaria byssiseda Corner, (1950)
- Lentaria caribbeana R.H.Petersen, (2000)
- Lentaria epichnoa (Fr.) Corner, (1950)
- Lentaria glaucosiccescens R.H.Petersen, (2000)
- Lentaria javanica R.H. Petersen, (2000)
- Lentaria micheneri (Berk. & M.A.Curtis) Corner, (1950)
- Lentaria patouillardii (Bres.) Corner, (1950)
- Lentaria rionegrensis R.H. Petersen, (2000)
- Lentaria surculus (Berk.) Corner, (1950)